# Bryum syriacum
Bryum syriacum är en bladmossart som beskrevs av Paul Pablo Günther Lorentz 1868. Bryum syriacum ingår i släktet bryummossor, och familjen Bryaceae. Inga underarter finns listade i Catalogue of Life.